# Wheeler County (Oregon)
Wheeler County ist gemessen an der Einwohnerzahl das kleinste der 36 Countys im Bundesstaat Oregon der Vereinigten Staaten von Amerika. Das U.S. Census Bureau hat bei der Volkszählung 2020 eine Einwohnerzahl von 1.451 ermittelt. Der Verwaltungssitz (County Seat) ist Fossil.

## Geographie
Das County liegt im mittleren Norden von Oregon, ist etwa 300 km von Washington entfernt und hat eine Fläche von 4443 Quadratkilometern, wovon ein Quadratkilometer Wasserfläche sind. Es grenzt im Uhrzeigersinn an folgende Countys: Gilliam County, Morrow County, Grant County, Crook County, Jefferson County und Wasco County.
In Wheeler County liegen mehrere Naturschutzgebiete. Im Becken des John Day Rivers innerhalb des Countys liegen zwei der drei Teile des John Day Fossil Beds National Monuments, außerdem zwei Wilderness Areas: Bridge Creek Wilderness und ein Teil der Black Canyon Wilderness. Im Süden ragt der Ochoco National Forest in das County, im Nordosten der Umatilla National Forest – zwei Nationalforste in Bundesbesitz.

## Geschichte
Wheeler County wurde am 17. Februar 1899 aus Teilen des Grant-, Gilliam- und Crook County gebildet. Benannt wurde es nach Henry H. Wheeler, einem frühen Siedler in diesem Gebiet. Als eines der wenigen Countys in den Vereinigten Staaten wurden die Countygrenzen seit der Gründung nicht verändert.
Zwei Bauwerke des Countys sind im National Register of Historic Places (NRHP) eingetragen (Stand 18. Juli 2018).

## Demografische Daten
Nach der Volkszählung im Jahr 2000 lebten im Wheeler County 1547 Menschen in 653 Haushalten und 444 Familien. Die Bevölkerungsdichte betrug 0,3 Einwohner pro Quadratkilometer. Ethnisch betrachtet setzte sich die Bevölkerung zusammen aus 93,34 Prozent Weißen, 0,06 Prozent Afroamerikanern, 0,84 Prozent amerikanischen Ureinwohnern, 0,26 Prozent Asiaten, 0,06 Prozent Bewohnern aus dem pazifischen Inselraum und 3,49 Prozent aus anderen ethnischen Gruppen; 1,94 % waren gemischter Abstammung. 5,11 Prozent der Bevölkerung waren spanischer oder lateinamerikanischer Abstammung.
Von den 653 Haushalten hatten 21,3 Prozent Kinder und Jugendliche unter 18 Jahre, die bei ihnen lebten. 62,2 Prozent waren verheiratete, zusammenlebende Paare, 4,0 Prozent waren allein erziehende Mütter, 31,9 Prozent waren keine Familien, 27,4 Prozent waren Singlehaushalte und in 13,3 Prozent lebten Menschen im Alter von 65 Jahren oder darüber. Die Durchschnittshaushaltsgröße betrug 2,32 und die durchschnittliche Familiengröße lag bei 2,76. Personen.
Auf das gesamte County bezogen setzte sich die Bevölkerung zusammen aus 22,7 Prozent Einwohnern unter 18 Jahren, 3,4 Prozent zwischen 18 und 24 Jahren, 19,3 Prozent zwischen 25 und 44 Jahren, 31,4 Prozent zwischen 45 und 64 Jahren und 23,3 Prozent waren 65 Jahre alt oder darüber. Das Durchschnittsalter betrug 48 Jahre. Auf 100 weibliche Personen kamen 102,2 männliche Personen. Auf 100 Frauen im Alter von 18 Jahren oder darüber kamen statistisch 97,0 Männer.
Das jährliche Durchschnittseinkommen eines Haushalts betrug 28.750 USD, das Durchschnittseinkommen der Familien betrug 34.048 USD. Männer hatten ein Durchschnittseinkommen von 29.688 USD, Frauen 22.361 USD. Das Prokopfeinkommen betrug 15.884 USD. 15,6 Prozent der Bevölkerung und 12,7 Prozent der Familien lebten unterhalb der Armutsgrenze. Davon waren 22,2 Prozent Kinder oder Jugendliche unter 18 Jahre und 4,2 Prozent waren Menschen über 65 Jahre.

## Städte
- Fossil
- Mitchell
- Spray